# Erich Lüdke

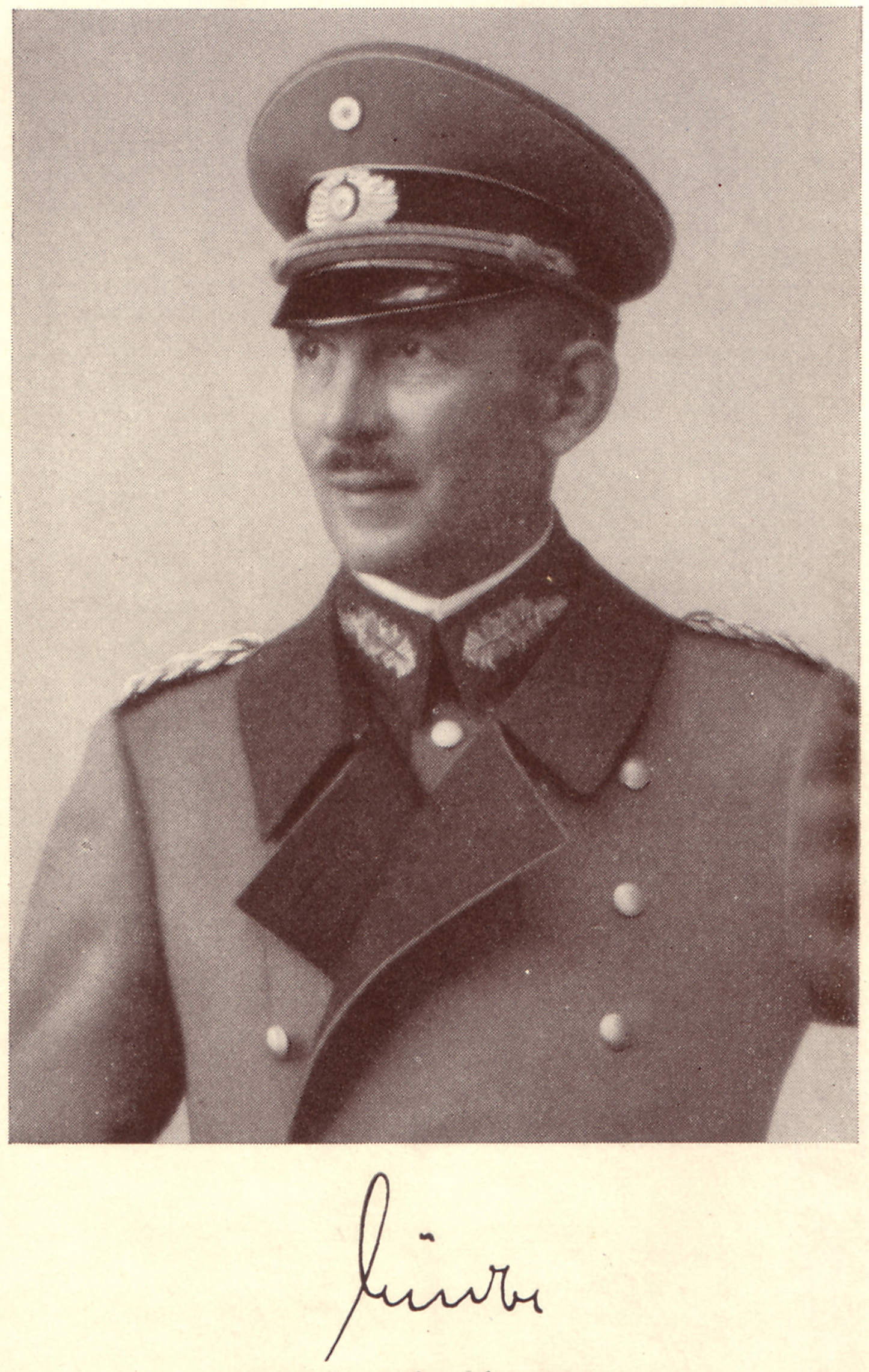
Erich Lüdke 1934

Erich Gustav Theodor Heinrich Richard Lüdke (* 20. Oktober 1882 in Naumburg (Saale); † 13. Februar 1946 in Torgau) war ein deutscher General der Infanterie im Zweiten Weltkrieg.

## Abstammung und Jugend
Sein Vater war der Oberst z.D. Richard Germanus Lüdke (geb. 1849), zuletzt Kommandeur des Landwehrbezirks Erfurt (Stendal), der mit Johanna Louise Elsbeth, geborene Schwanecke (geb. 1859) verheiratet war.
Die Erziehung erfolgte im elterlichen Hause, auf der Vorschule des Gymnasiums in Mülhausen, Jülich und Rastatt, wo sein Vater stationiert war. Er hat das Abitur abgelegt. Sein Großvater war Gustav Germanus Lüdke (1808–1894),  Rittergutsbesitzer des Gutes in Ober Schönfeld  im Landkreis Bunzlau, jetzt Kraśnik Górny in Niederschlesien.
Direkte Vorfahren sind der Havelsberger Domherr Matthäus Ludecus und der kurfürstlich brandenburgischen Kanzler Johann Weinlob.

## Leben
Beförderungen
- 27. Januar 1902 Leutnant
- 22. März 1910 Oberleutnant
- 5. September 1914 Hauptmann
- 1. April 1923 Major
- 1. November 1928 Oberstleutnant
- 1. April 1931 Oberst
- 1. Februar 1934 Generalmajor
- 1. November 1935 Generalleutnant
- 1. September 1940 Charakter als General der Infanterie
- 1. Dezember 1940 General der Infanterie

### Frühe Jahre und Erster Weltkrieg
Lüdke trat am 19. September 1900 als Fahnenjunker in das 3. Thüringische Infanterie-Regiment Nr. 71 der Preußischen Armee in Erfurt ein, wo er bis zum 22. März 1914 Verwendung als Adjutant des III. Bataillons und zuletzt als Regimentsadjutant fand. Anschließend kommandierte man Lüdke vom 22. März bis Kriegsausbruch in den Großen Generalstab nach Berlin.
Nach Ausbruch des Ersten Weltkrieges kehrte er zu seinem Stammregiment zurück, mit dem er als Kompanieführer bis 1915 im Felde stand. 1915 wechselte Lüdke in den Generalstab des Feldheeres, wo er bis 1917 verblieb. Im Anschluss daran diente er bis 1918 im Generalstab der 36. Reserve-Division. 1918 erfolgte Lüdkes Abkommandierung zum Kriegsministerium, wo er über das Kriegsende hinaus bis zum 1. Oktober 1919 verblieb.

### Zwischenkriegszeit
Nach seiner Übernahme in die Reichswehr, arbeitete Lüdke vom 1. Oktober 1919 bis 23. Februar 1920 im Reichswehrministerium sowie im Anschluss bis Ende März 1922 in der dortigen Friedenskommission. Am 1. April 1922 erfolgte seine Versetzung zum 17. Infanterie-Regiment, wo er bis zum 1. April 1923 als Kompaniechef agierte. Zum 1. April 1923 wurde Lüdke unter gleichzeitiger Beförderung zum Major erneut in das Reichswehrministerium versetzt und hier in der Heeres-Transportabteilung (T 7) verwendet. Dort verblieb er dann bis zum 1. Februar 1927. An diesem Tag stieg Lüdke zum Kommandeur des II. Bataillons 11. (Sächsisches) Infanterie-Regiments in Leipzig auf. Dieses Regiment verließ Lüdke zum 1. April 1929, um sodann im Stab des Gruppenkommandos 1 in Berlin eingesetzt zu werden. Am 1. März 1930 erfolgte Lüdkes Ernennung zum Chef des Stabes bei der 3. Kavallerie-Division mit Sitz in Weimar. Diese Funktion hielt er dann bis zum 1. Februar 1932 inne, um anschließend Kommandeur des 12. Infanterie-Regiments zu werden. Dessen Geschicke leitete er bis Ende Januar 1934.
Vom 1. Februar 1934, unter gleichzeitiger Ernennung zum Generalmajor, bis Mitte Juni 1935 fungierte Lüdke dann im Reichswehrministerium als Ausbildungsleiter der Polizeieinheiten. Im Anschluss hieran wurde Lüdke am 15. Juni 1935 zum Infanterieführer V ernannt, welche am 15. Juni 1936 in die 9. Infanterie-Division umbenannt wurde. Dessen Geschicke führte Lüdke bis zum 7. März 1936. Anschließend fungierte er in selbiger Position vom 7. März 1936 an als Kommandeur der 34. Infanterie-Division in Koblenz. Am 1. Oktober 1937 gab er das Divisionskommando an Generalleutnant Max von Viebahn ab und war anschließend bis Ende Juni 1939 General z. b. V. beim Generalkommando des X. Armeekorps in Hamburg.

### Zweiter Weltkrieg
Hier wurde Lüdke am 29. Juni 1939 kurzfristig mit der Führung des X. Armeekorps beauftragt, da dessen bisheriger Kommandierender General der Kavallerie Wilhelm Knochenhauer an diesem Tag verstorben war. Allerdings hielt Lüdke dieses Kommando nur bis zum 26. August 1939 inne. An diesem Tag übergab er weisungsgemäß die Kommandogewalt an den General der Infanterie Wilhelm Ulex ab und wurde zugleich zum Kommandierenden General des Stellvertretenden Generalkommando X. Armeekorps in Hamburg ernannt. In dieser Position, die er bis zum 1. Juni 1940 ausfüllte, fungierte er zugleich als Befehlshaber im Wehrkreis X (Hamburg). Anschließend wurde Lüdke nach dem Unternehmen Weserübung und der damit verbundenen Besetzung Dänemarks durch deutsche Truppen zum „Befehlshaber der deutschen Truppen in Dänemark“ ernannt. Am 27. September 1942 wurde Lüdke aus Anlass der Telegrammkrise von seinem Posten enthoben und am 12. Oktober 1942 durch Hermann von Hanneken ersetzt, da ein hartes Durchgreifen gegen die Zivilbevölkerung gefordert wurde. Lüdke selbst wurde in die Führerreserve beim Oberkommando der Wehrmacht versetzt, erhielt jedoch kein Kommando mehr. Am 31. Januar 1944 wurde er aus dem aktiven Wehrdienst entlassen.
Im Mai 1945 wurde Lüdke von sowjetischen Truppen verhaftet und in Kriegsgefangenschaft in Torgau verbracht. Dort verstarb er am 13. Februar 1946.

## Auszeichnungen
- Eisernes Kreuz (1914) II. und I. Klasse[6]
- Ritterkreuz des Königlichen Hausordens von Hohenzollern mit Schwertern[6]
- Ritterkreuz II. Klasse des Hausorden vom Weißen Falken mit Schwertern[6]
- Hanseatenkreuz Bremen[6]
- Ritterkreuz II. Klasse des Herzoglich Sachsen-Ernestinisches Hausordens mit Schwertern[6]
- Reußisches Ehrenkreuz III. Klasse mit Schwertern und Krone[6]
- Ehrenkreuz von Schwarzburg III. Klasse mit Schwertern[6]
- Österreichisches Militärverdienstkreuz III. Klasse mit Kriegsdekoration[6]
- Eiserner Halbmond[6]
- Ehrenkreuz des Weltkrieges mit Schwertern
- Wehrmacht-Dienstauszeichnung IV. bis I. Klasse